# Comuna Geamăna, Anenii Noi
Geamăna este o comună din raionul Anenii Noi, Republica Moldova. Cuprinde satele Geamăna și  Batîc.

## Demografie
<div class="transborder" style="position:absolute;width:100px;line-height:0;
Structură etnică
     moldoveni (95,37%)
     ucraineni (0,73%)
     ruși (1,37%)
     găgăuzi (0,06%)
     bulgari (0,06%)
     români (1,14%)
     țigani (1,08%)
     alte etnii / nedeclarată (0,19%)
Conform datelor recensământului din 2004, populația comunei este de 3.433 locuitori, dintre care 1.732 (50,45%) bărbați și 1.701 (49,55%) femei. Structura etnică a populației în cadrul comunei arată astfel:
- moldoveni — 3.274;
- ucraineni — 25;
- ruși — 47;
- găgăuzi — 2;
- bulgari — 2;
- români — 39;
- țigani — 37;
- altele / nedeclarată — 7.

## Administrație și politică
Componența Consiliului local Geamăna (13 consilieri), ales la 5 noiembrie 2023, este următoarea:
|  | Partid                                       | Consilieri | Componență | Componență | Componență | Componență | Componență | Componență | Componență | Componență | Componență | Componență | Componență |
|  | -------------------------------------------- | ---------- | ---------- | ---------- | ---------- | ---------- | ---------- | ---------- | ---------- | ---------- | ---------- | ---------- | ---------- |
|  | Partidul Acțiune și Solidaritate             | 11         |            |            |            |            |            |            |            |            |            |            |            |
|  | Partidul Socialiștilor din Republica Moldova | 1          |            |            |            |            |            |            |            |            |            |            |            |
|  | Partidul Liberal Democrat din Moldova        | 1          |            |            |            |            |            |            |            |            |            |            |            |